# El teatro del aire
El teatro del aire fou un programa de ràdio de Radio Madrid (Cadena SER) impulsat per Antonio González Calderón el 1942 amb la companyia d'actors de l'emissora, on s'interpretaven obres de teatre clàssic. El 1954 va rebre un Premi Ondas pel programa de més qualitat artística.